# Кіуза (комуна)
Кіуза (рум. Chiuza) — комуна у повіті Бистриця-Несеуд в Румунії. До складу комуни входять такі села (дані про населення за 2002 рік):
- Кіуза (888 осіб) — адміністративний центр комуни
- Міреш (142 особи)
- П'ятра (529 осіб)
- Сесарм (669 осіб)

Комуна розташована на відстані 342 км на північний захід від Бухареста, 22 км на північний захід від Бистриці, 70 км на північний схід від Клуж-Напоки.

## Населення
За даними перепису населення 2002 року у комуні проживали 2228 осіб.
Національний склад населення комуни:
| Національність | Кількість осіб | Відсоток |
| -------------- | -------------- | -------- |
| румуни         | 2144           | 96,2%    |
| цигани         | 66             | 3,0%     |
| угорці         | 17             | 0,8%     |

Рідною мовою назвали:
| Мова      | Кількість осіб | Відсоток |
| --------- | -------------- | -------- |
| румунська | 2196           | 98,6%    |
| циганська | 19             | 0,9%     |
| угорська  | 12             | 0,5%     |

Склад населення комуни за віросповіданням:
| Релігія        | Кількість осіб | Відсоток |
| -------------- | -------------- | -------- |
| православні    | 1878           | 84,3%    |
| п'ятдесятники  | 249            | 11,2%    |
| греко-католики | 76             | 3,4%     |
| реформати      | 15             | 0,7%     |
| баптисти       | 5              | 0,2%     |
| римо-католики  | 1              | < 0,1%   |
| мусульмани     | 1              | < 0,1%   |